# Гарица
Гарица (хрв. Garica) је насељено место у општини Врбник, на острву Крк, Приморско-горанска жупанија, Хрватска.

## Историја
До територијалне реорганизације у Хрватској била је у саставу старе општине Крк.

## Становништво
У попису становништва из 2011. године, Гарица је имала 156 становника.
| Број становника према пописима | Број становника према пописима | Број становника према пописима | Број становника према пописима | Број становника према пописима | Број становника према пописима | Број становника према пописима | Број становника према пописима | Број становника према пописима | Број становника према пописима | Број становника према пописима | Број становника према пописима | Број становника према пописима | Број становника према пописима | Број становника према пописима | Број становника према пописима |
| ------------------------------ | ------------------------------ | ------------------------------ | ------------------------------ | ------------------------------ | ------------------------------ | ------------------------------ | ------------------------------ | ------------------------------ | ------------------------------ | ------------------------------ | ------------------------------ | ------------------------------ | ------------------------------ | ------------------------------ | ------------------------------ |
| 1857                           | 1869                           | 1880                           | 1890                           | 1900                           | 1910                           | 1921                           | 1931                           | 1948                           | 1953                           | 1961                           | 1971                           | 1981                           | 1991                           | 2001                           | 2011                           |
| 203                            | 224                            | 276                            | 287                            | 313                            | 318                            | 332                            | 355                            | 367                            | 347                            | 294                            | 242                            | 183                            | 157                            | 149                            | 156                            |

Напомена: Од 1880. до 1910. исказивано под именом Горња Гарица.